# Янычково
Янычково — озеро в Тавдинском городском округе Свердловской области России.

## Географическое положение
Озеро расположено в 7 километрах к северу от села Городище. Озеро площадью 16,7 км², с уровнем воды 58,1 метра. Глубина — 4 м. На западном берегу расположен посёлок Лисье.

## Описание
Озеро проточное, имеется сток — река Ольховка. Берега заболочены. В озере имеется сапропель, водится карась и водоплавающая птица.

## Памятник
На северо-западном берегу озера расположен археологический памятник — Янычковское городище.